# Okręg wyborczy nr 37 do Senatu Rzeczypospolitej Polskiej (2001–2011)
Okręg wyborczy nr 37 do Senatu Rzeczypospolitej Polskiej obejmował w latach 2001–2011 obszar powiatów chodzieskiego, czarnkowsko-trzcianeckiego, grodziskiego, międzychodzkiego, nowotomyskiego, obornickiego, pilskiego, szamotulskiego, wągrowieckiego, wolsztyńskiego i złotowskiego (województwo wielkopolskie). Wybierano w nim 2 senatorów na zasadzie większości względnej.
Powstał w 2001, jego obszar należał wcześniej do okręgów obejmujących województwo pilskie oraz części województw gorzowskiego, leszczyńskiego, poznańskiego i zielonogórskiego. Zniesiony został w 2011, na jego obszarze utworzono nowe okręgi nr 88 i 89.
Siedzibą okręgowej komisji wyborczej była Piła.  

## Reprezentanci okręgu
| Rok       | Senator komitet wyborczy                 | Senator komitet wyborczy                      | Senator komitet wyborczy                 | Senator komitet wyborczy                                          |
| --------- | ---------------------------------------- | --------------------------------------------- | ---------------------------------------- | ----------------------------------------------------------------- |
| 2001      |                                          | Henryk Stokłosa KWW Henryka Tadeusza Stokłosy |                                          | Tadeusz Rzemykowski KKW Sojusz Lewicy Demokratycznej – Unia Pracy |
| 2005      |                                          | Janusz Kubiak Liga Polskich Rodzin            |                                          | Mieczysław Augustyn Platforma Obywatelska RP                      |
| 2007      |                                          | Piotr Głowski Platforma Obywatelska RP        |                                          | Mieczysław Augustyn Platforma Obywatelska RP                      |
| 2011 (II) |                                          | Henryk Stokłosa KWW Henryka Tadeusza Stokłosy |                                          | Mieczysław Augustyn Platforma Obywatelska RP                      |
| 2011 (X)  | okręg zniesiony, patrz okręgi nr 88 i 89 | okręg zniesiony, patrz okręgi nr 88 i 89      | okręg zniesiony, patrz okręgi nr 88 i 89 | okręg zniesiony, patrz okręgi nr 88 i 89                          |

## Wyniki wyborów
Symbolem „●” oznaczono senatorów ubiegających się o reelekcję.

### Wybory parlamentarne 2001
| Kandydat                                              | Kandydat             | Komitet wyborczy                              | Głosów  |
| ----------------------------------------------------- | -------------------- | --------------------------------------------- | ------- |
|                                                       | Henryk Stokłosa●     | KWW Henryka Tadeusza Stokłosy                 | 113 139 |
|                                                       | Tadeusz Rzemykowski● | KKW Sojusz Lewicy Demokratycznej – Unia Pracy | 101 640 |
|                                                       | Jan Lus              | KKW Sojusz Lewicy Demokratycznej – Unia Pracy | 87 812  |
|                                                       | Jan Podmaski         | KWW Blok Senat 2001                           | 53 804  |
|                                                       | Eugeniusz Nawrocki   | Alternatywa Ruch Społeczny                    | 38 887  |
| Frekwencja: 49,12% Źródło: Państwowa Komisja Wyborcza |                      |                                               |         |

*Henryk Stokłosa i Tadeusz Rzemykowski reprezentowali w Senacie IV kadencji (1997–2001) województwo pilskie.

### Wybory parlamentarne 2005
| Kandydat                                              | Kandydat             | Komitet wyborczy                     | Głosów |
| ----------------------------------------------------- | -------------------- | ------------------------------------ | ------ |
|                                                       | Mieczysław Augustyn  | Platforma Obywatelska RP             | 76 884 |
|                                                       | Janusz Kubiak        | Liga Polskich Rodzin                 | 52 357 |
|                                                       | Stefan Mikołajczak   | KWW Stefana Mikołajczaka             | 48 013 |
|                                                       | Tadeusz Rzemykowski● | Sojusz Lewicy Demokratycznej         | 43 926 |
|                                                       | Janusz Wielgosz      | Polskie Stronnictwo Ludowe           | 42 325 |
|                                                       | Henryk Stokłosa●     | KWW Henryka Tadeusza Stokłosy        | 38 033 |
|                                                       | Irena Sienkiewicz    | KWW „Jednomandatowe Okręgi Wyborcze” | 28 107 |
| Frekwencja: 39,53% Źródło: Państwowa Komisja Wyborcza |                      |                                      |        |

### Wybory parlamentarne 2007
| Kandydat                                              | Kandydat             | Komitet wyborczy                      | Głosów  |
| ----------------------------------------------------- | -------------------- | ------------------------------------- | ------- |
|                                                       | Mieczysław Augustyn● | Platforma Obywatelska RP              | 126 654 |
|                                                       | Piotr Głowski        | Platforma Obywatelska RP              | 87 996  |
|                                                       | Zenon Kułaga         | KKW Lewica i Demokraci SLD+SDPL+PD+UP | 67 427  |
|                                                       | Józef Lewandowski    | Polskie Stronnictwo Ludowe            | 62 314  |
|                                                       | Piotr Bartnik        | Prawo i Sprawiedliwość                | 61 837  |
|                                                       | Janusz Kubiak●       | Prawo i Sprawiedliwość                | 57 577  |
|                                                       | Witold Żółć          | Unia Polityki Realnej                 | 9876    |
| Frekwencja: 51,78% Źródło: Państwowa Komisja Wyborcza |                      |                                       |         |

### Wybory uzupełniające 2011
Głosowanie odbyło się z powodu wyboru Piotra Głowskiego na Prezydenta Miasta Piły.
| Kandydat                                             | Kandydat         | Komitet wyborczy              | Głosów |
| ---------------------------------------------------- | ---------------- | ----------------------------- | ------ |
|                                                      | Henryk Stokłosa  | KWW Henryka Tadeusza Stokłosy | 15 057 |
|                                                      | Maria Janyska    | Platforma Obywatelska RP      | 11 156 |
|                                                      | Zbigniew Ajchler | Sojusz Lewicy Demokratycznej  | 6525   |
|                                                      | Leszek Łochowicz | Polskie Stronnictwo Ludowe    | 5000   |
| Frekwencja: 6,31% Źródło: Państwowa Komisja Wyborcza |                  |                               |        |